# Liborius Depkin
Liborius Depkin (* 20. August 1652 in Sissegal in Livland; † 2. Dezember 1708 in Riga) war ein deutsch-baltischer Theologe, Dichter und Sprachforscher.

## Leben
Liborius Depkin war ein Sohn des Pastors Hieronymus Depkin und dessen Ehefrau Katharina von Damm. Die Eltern starben bereits 1657 an der Pest. Liborius Depkin kam in die Waisenhausschule und dann in die Rigaer Domschule. 1672 ging er zum Studium nach Greifswald und dann nach Rostock. Depkin besuchte auch die Universität Helmstedt und das Collegium Carolinum in Braunschweig. 1676 studierte er in Leipzig. 
1676 kehrte er über Lübeck nach Riga zurück. Er war zuerst Feldprediger im Regiment Knorring. 1681 wurde ihm das Pastorat an der neu erbauten lutherischen Johanniskirche in Lemsal zugewiesen. Er heiratete Anna Stübner, eine Tochter des Probstes Bartholomäus Stübner. Aus der Ehe gingen die Söhne Bartholomäus (1682–1746) und Georg sowie die Tochter Gertrud Elisabeth hervor.

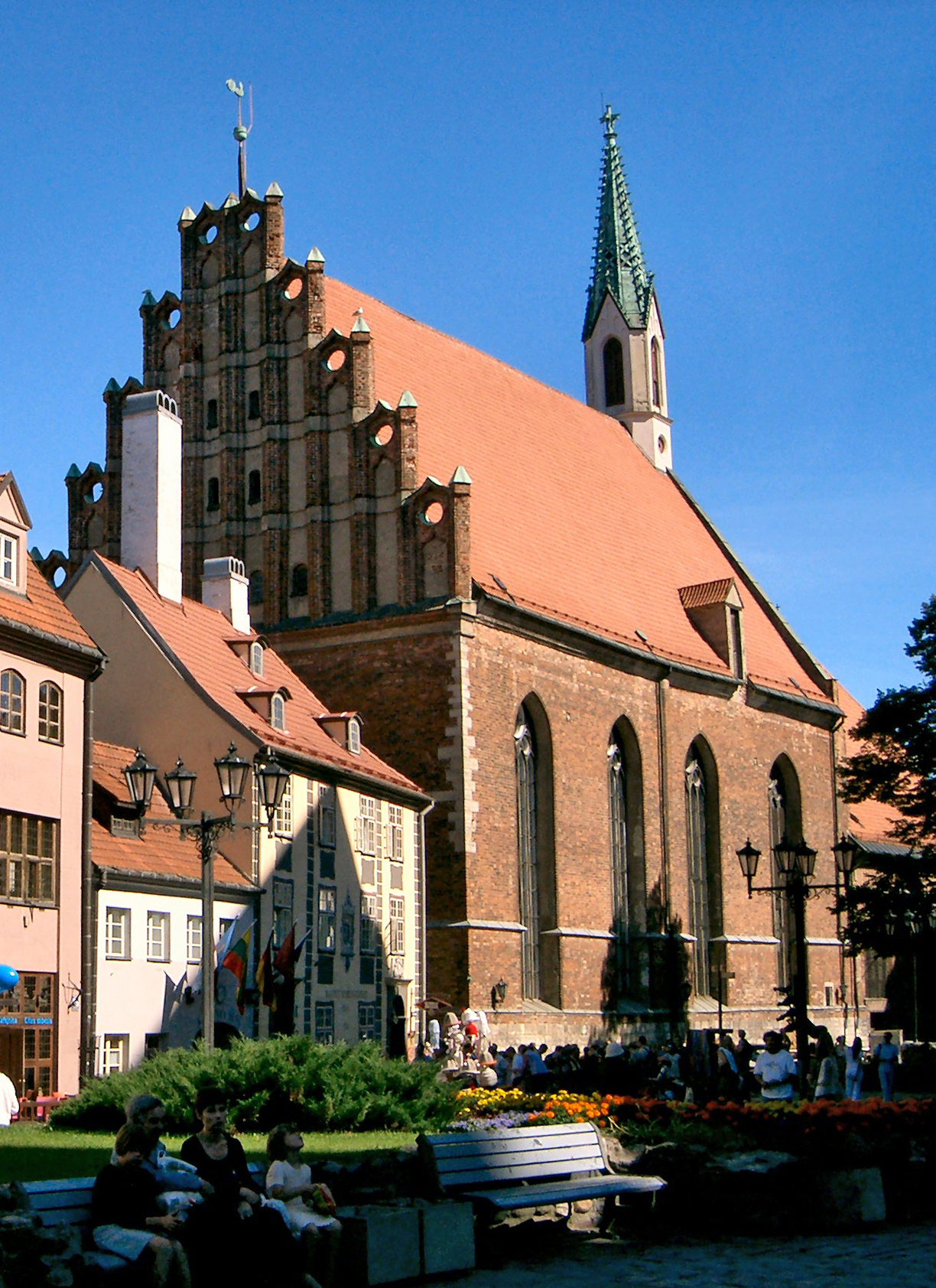
Johanniskirche in Riga

Am 22. März 1690 wurde er Pastor der St.-Johannis-Kirche in Riga, die der lettischen Gemeinde zugewiesen war. 1701 wurde er auch als Assessor in das Stadtkonsistorium berufen.
Depkin schrieb zahlreiche Sonette. Heute ist er vor allem wegen seiner Beschäftigung mit der lettischen Sprache bekannt. Er wirkte 1699 an der dritten Ausgabe der Lettischen Postill von Mancelius mit und steuerte Lieder für das lettische Gesangbuch bei. 1705 veröffentlichte Depkin in Riga ein viersprachiges Wörterbuch für Deutsch, Schwedisch, Polnisch und Lettisch. Ein größeres Wörterbuch der beiden Sprachen Deutsch und Lettisch konnte er nicht mehr selbst veröffentlichen, sondern hinterließ es als Handschrift. 
Ein Neffe gleichen Namens (1661–1710) war Pfarrer an der Jesuskirche in Riga, 1702 am Dom in Riga und Oberpfarrer an der Petrikirche in Riga.

## Neuausgaben
- Christian August Berkholz: Die alte Pastorenfamilie Depkin (1652–1746). Riga 1881
- Lettisches Wörterbuch. The orig. ms. transcribed and annotated by Trevor Garth Fennell. Volume 1 bis 5. Riga 2005 bis 2009
- Lennart Larsson (Hrsg.): Wörter-Büchlein. A German-Swedish-Polish-Latvian dictionary published in Riga in 1705 (= Slavica Suecana, Ser. A, Bd. 2). Kungl. Vitterhets Historie och Antikvitets Akademien, Stockholm 2011, ISBN 978-91-7402-400-5.